# Spilosoma montana
Spilosoma montana är en fjärilsart som beskrevs av Guérin-meneville 1843. Spilosoma montana ingår i släktet Spilosoma och familjen björnspinnare. Inga underarter finns listade i Catalogue of Life.